# Praealveolina
Préalvéoline
Genre
Espèces de rang inférieur
- † P. acuta
- † P. arabica
- † P. cretacea
- † P. iberica
- † P. tenuis

Praealveolina (Les préalvéolines ) est un genre éteint de foraminifères benthiques de la famille des Alveolinidae (es) (sous-ordre des Miliolina, ordre des Miliolida).

## Synonyme
Alveolina (Praealveolina) Silvestri, 1948 †

## Espèces
- Praealveolina acuta Vicedo & Piuz, 2016 †
- Praealveolina arabica Vicedo & Piuz, 2016 †
- Praealveolina cretacea (d'Archiac, 1837) †
- Praealveolina iberica Reichel, 1936 †[n 1]
- Praealveolina tenuis Reichel, 1933 †[1]

Autres noms rencontrés
- Sous-genre Praealveolina (Simplalveolina) Reichel, 1964 † - accepté comme Simplalveolina Reichel, 1964 † (Opinion de Loeblich & Tappan, 1987)
- Espèce Praealveolina michaudi Pêcheux, 2002 †, accepté comme Caribalveolina michaudi (Pêcheux, 2002) † (espèce type de Caribalveolina)
- Espèce Praealveolina simplex Reichel, 1936 †, accepté comme Simplalveolina simplex (Reichel, 1936) † (espèce type de Simplalveolina)[1]

## Caractéristiques physiques
Les espèces du genre Praealveolina sont caractérisées par un long test fusiforme, parfois renflé  sur le plan équatorial, avec un important index d'élongation (L/D = 3.86-6.09). Le proloculus est petit (136-227 μm), plus ou moins ovale ; il est prolongé par 8 à 10 spirales. Des cloisonnettes ovales ou quadrangulaires sont séparées par de cloisons généralement plus minces que les cloisonnettes  du lumina. De nombreuses cloisonnettes supplémentaires dans les régions polaires (jusqu'à cinq rangs) s'étendent à la région équatoriale où elles sont moins nombreuses (2 rangs).
L'espèce trouvée dans les sédiments de Mont Cairo (en) (sud Latium, Italie) ressemble étroitement à Praealveolina tenuis dans la forme du test, l'index d'élongation, la forme des cloisonnettes et l'épaisseur des cloisons ; mais elle ressemble à P. cretacea par le nombre de spirales et surtout l'arrangement des cloisonnettes supplémentaires qui n'est pas restreint aux régions polaires. De plus, elle diffère de P. tenuis et de P. cretacea par son proloculus plus petit. Ces caractéristiques sont susceptibles d'induire des erreurs dans l'identification. Dans ces sédiments, l'espèce est associée à Cisalveolina lehneri Reichel, Nezzazata conica Smouth, Merlingina cretacea Hamaoui & Saint-Marc, Orbitolina (Conicorbitolina) conica (d’Archiac), Rotalia mesogeensis, Vidalina radoicicae Cherchi & Schroeder et Heteroporella lepina Granier et al., ex. Praturlon.
Praealveolina simplex peut être confondue (notamment par d'Orbigny) avec Ovalveolina ovum. Les deux espèces ont approximativement la même forme extérieure, mais P. simplex a des  cloisonnettes moins paisses, plus rapprochées et plus nombreuses. Les logettes principales sont de forme similaire en section axiale, mais chez P. simplex elles sont bien moins hautes et plus nombreuses, et la spire est basse.

## Un marqueur du Cénomanien
Les préalvéolines sont généralement un marqueur du Cénomanien (premier étage stratigraphique du Crétacé supérieur, soit entre environ 100,5 ± 0,1 et 93,9 ± 0,2 Ma). Mais certaines préalvéolines marquent aussi les dernières strates du calcaire de l'Albien supérieur (dernier étage stratigraphique du Crétacé inférieur) ; c'est le cas par exemple pour Praealveolina iberica Reichel et Praealveolina simplex Reichel.

## Succession des espèces et associations
Au Cénomanien inférieur et moyen, on rencontre successivement Praealveolina iberica, P. pennensis et P. debilis ; elles sont associées aux zones d'ammonites Mantelliceras mantelli et Acanthoceras rotomagense, ainsi qu'aux zones de foraminifères planctoniques Rotalipora brotzeni et aux zones inférieures de Rotalipora cushmanni.
Au Cénomanien supérieur on trouve successivement les Praealveolina brevis et P. tenuis, mais P. tenuis peut se retrouver en conjonction avec P. brevis au début du Cénomanien supérieur. Ces deux préalvéolines sont associées a Calycoceras naviculare et Metoicoceras geslinianum et avec la zone de R. cushmannni. P simplex se rencontre avec P. brevis et P. tenuis au Cénomanien supérieur.